# حوض‌انبار لاج
حوض‌انبار لاج مربوط به سده ۱۰ ق است و در شهرستان خواف، ضلع‌جنوبی و داخل روستای لاج واقع شده و این اثر در تاریخ ۲۲ مرداد ۱۳۸۴ با شمارهٔ ثبت ۱۳۲۰۸ به‌عنوان یکی از آثار ملی ایران به ثبت رسیده‌است.